# Перелесное
Перелесное — посёлок в Черняховском муниципальном округе Калининградской области.

## История
Поселение Пагелинен впервые упоминается в 1584 году. Поселение относилось к исторической области Надровия. В 1910 году в Пагелинене проживало 235 человек. К 1933 году число жителей уменьшилось до 211, а в 1939 году оно стало составлять 139 человек. В составе Германии (Восточная Пруссия) до 1945 года, по исходе Второй Мировой войны в составе СССР. В 1946 году Пагелинен был переименован в Перелесное. Ныне в составе России как правопреемницы СССР.
Литовское название посёлка ― Pagelynai.

## Население
| 2002 | 2010 |
| ---- | ---- |
| 64   | ↘59  |